# Walnut Hill (Illinois)
Walnut Hill es una villa ubicada en el condado de Marion en el estado estadounidense de Illinois. En el Censo de 2010 tenía una población de 108 habitantes y una densidad poblacional de 112,4 personas por km².

## Geografía
Walnut Hill se encuentra ubicada en las coordenadas 38°28′41″N 89°2′40″O / 38.47806, -89.04444. Según la Oficina del Censo de los Estados Unidos, Walnut Hill tiene una superficie total de 0.96 km², de la cual 0.96 km² corresponden a tierra firme y (0%) 0 km² es agua.

## Demografía
Según el censo de 2010, había 108 personas residiendo en Walnut Hill. La densidad de población era de 112,4 hab./km². De los 108 habitantes, Walnut Hill estaba compuesto por el 92.59% blancos, el 0% eran afroamericanos, el 0% eran amerindios, el 0% eran asiáticos, el 0% eran isleños del Pacífico, el 4.63% eran de otras razas y el 2.78% pertenecían a dos o más razas. Del total de la población el 4.63% eran hispanos o latinos de cualquier raza.